# Mayuko Iwasa
Mayuko Iwasa (岩佐真悠子) (née le 24 février 1987 à Nerima, un arrondissement de Tokyo au Japon) est un mannequin, actrice et idole japonaise.
Mayuko Iwasa se fait connaître pour la première fois en arrivant première au concours Miss Magazine 2003, un concours annuel de "gravure idol". Elle apparaît ensuite dans quelques séries télévisées et décroche le rôle principal (Ayu) dans la série Deep Love ～Ayu No Monogatari. En 2005, elle enregistre une chanson avec Ogawa Naoya intitulée "Katte ni Shinryakusha".
Son surnom est Iwamayu.

## Filmographie
- Swing Girls (2004) : Chie
- Deep Love ～Ayu No Monogatari (2004) série télévisée : Ayu (Rôle principal)
- 87 %~Watashi no 5nen Seizon Ritsu (2005) série télévisée
- Seishun no mon (2005) série télévisée
- Division 1 Stage 13: 15 Sai no Blues (2005) série télévisée
- Ganbatte Ikimasshoi (2005) série télévisée
- Densha Otoko SP (2005) série télévisée
- Chakushin Ari (2005) série télévisée
- Brother Beat (2005) série télévisée
- Yaoh (2006) série télévisée
- Gal Circle (2006)série télévisée
- Détective Conan (Meitantei Konan) (2006) série télévisée
- Nodame Cantabile (2006) série télévisée
- Sugar & Spice~Fuumi Zekka~ (2006)
- La Fille des enfers (2007)
- Liar Game (2007)
- Meitantei Conan Special 2 (2007)
- Slit-Mouthed Woman 2 (2009)
- Omoi no iro
- Supeesu Porisu (Space Police)
- Umeku Haisuikan
- Ainshutain Gaaru (Einstein Girl)
- 2013 : 009-1: The End of the Beginning (long métrage) : Cyborg 009-1
- Junan (2013)
- 25 Nijyu-Go (2014)
- Otoko no Isshou (2015)

## Prix
42nd Annual Golden Arrow Prize (en 2005)